# Sarah Burkeová
Sarah Burkeová (3. září 1982 – 19. ledna 2012) byla kanadská freestyle lyžařka, která vyrostla v Midlandu v Ontariu v Kanadě. Později žila v Britské Kolumbii.

## Kariéra
První místo získala v US Freeskiing Open v roce 2001 v U-rampě a druhé místo v slopestyle. Také vyhrála první světový šampionát v U-rampě. Stala se čtyřnásobnou zlatou medailistkou ze zimních X Games ve freestyle lyžování. Byla první ženou, která zvládla skok s rotací o 1080 stupňů při soutěži.
V roce 2001 také vyhrála cenu ESPN pro ženskou lyžařku roku a v roce 2007 byla zvolena nejlepší sportovkyní v akčních sportech při cenách ESPY.
Často se objevovala ve filmech o lyžování, a to včetně filmu Propaganda. V tomto filmu ukazuje svoje schopnosti při sjíždění velkých zábradlí, rotacích o 540 stupňů na rampě a saltech.

## Nehoda a smrt
Dne 10. ledna 2012 byla těžce zraněna při tréninku na rampě v Park City Mountain Resortu v Park City v Utahu. Svědkové informovali, že dokončila trik a spadla přímo na hlavu a nehoda nevypadala dobře. O pár okamžiků později došlo k zástavě srdce, tato událost velmi snižovala naději na přežití. Bylo prováděno oživování a poté byla letecky přepravena do nemocnice University v Utahu v Salt Lake City. Později byla vydána zpráva o tom, že se nachází v kómatu. Následující den došlo k operaci, při které byla operována poškozená krční tepna. Na následky těchto těžkých zranění dne 19. ledna 2012 zemřela. Tiskové oddělení sdělilo, že zranění vyústilo v: "nevratné poškození mozku na následky nedostatku kyslíku a krvácení do mozku po zástavě srdce."